# Bánh sô-cô-la
Bánh sô-cô-la hoặc sô-cô-la gateau (tiếng Pháp: gâteau au chocolat) là một loại bánh có hương vị sô cô la, ca cao hoặc cả hai.

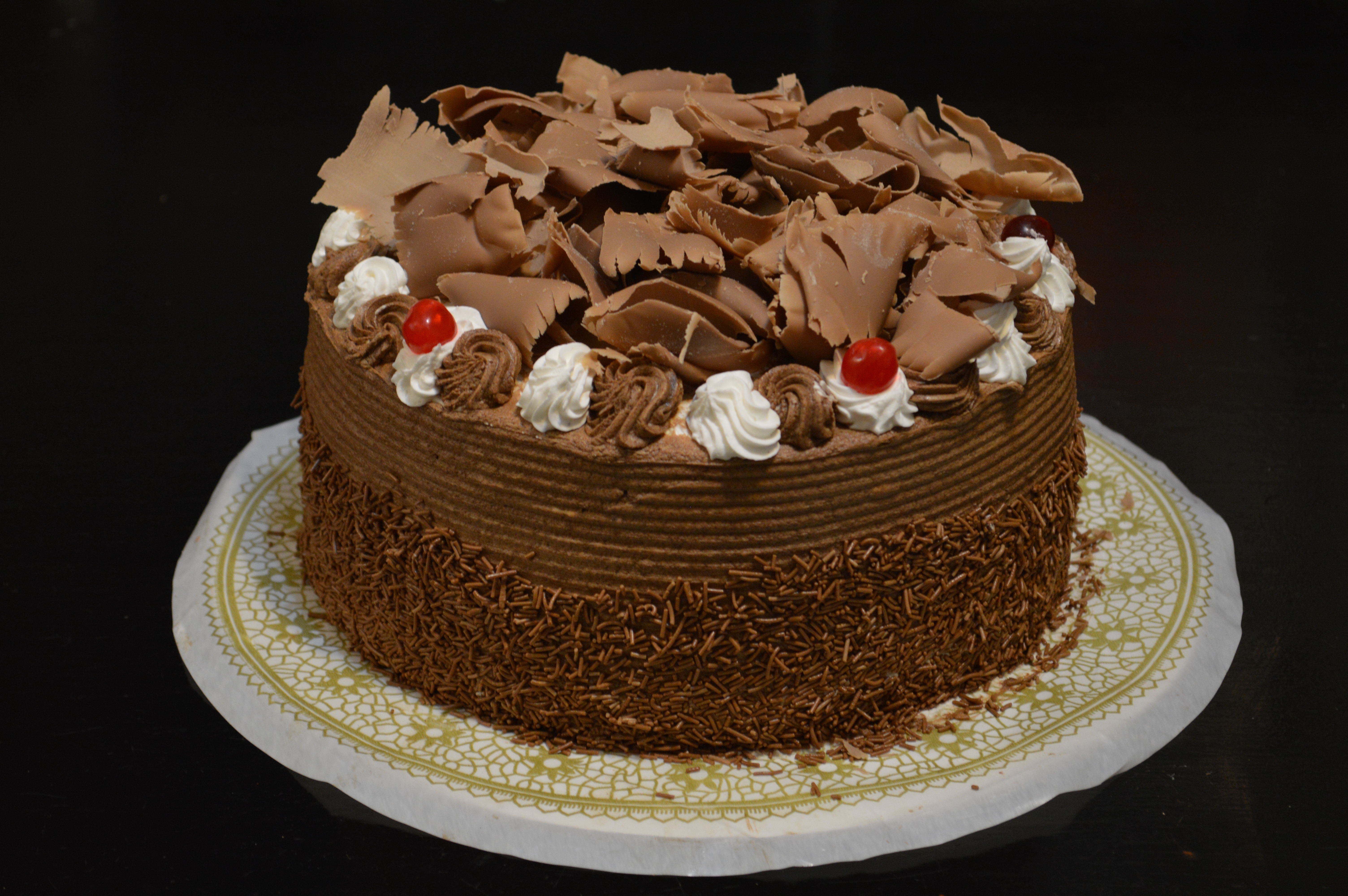
Bánh truffle sô cô la hai lớp

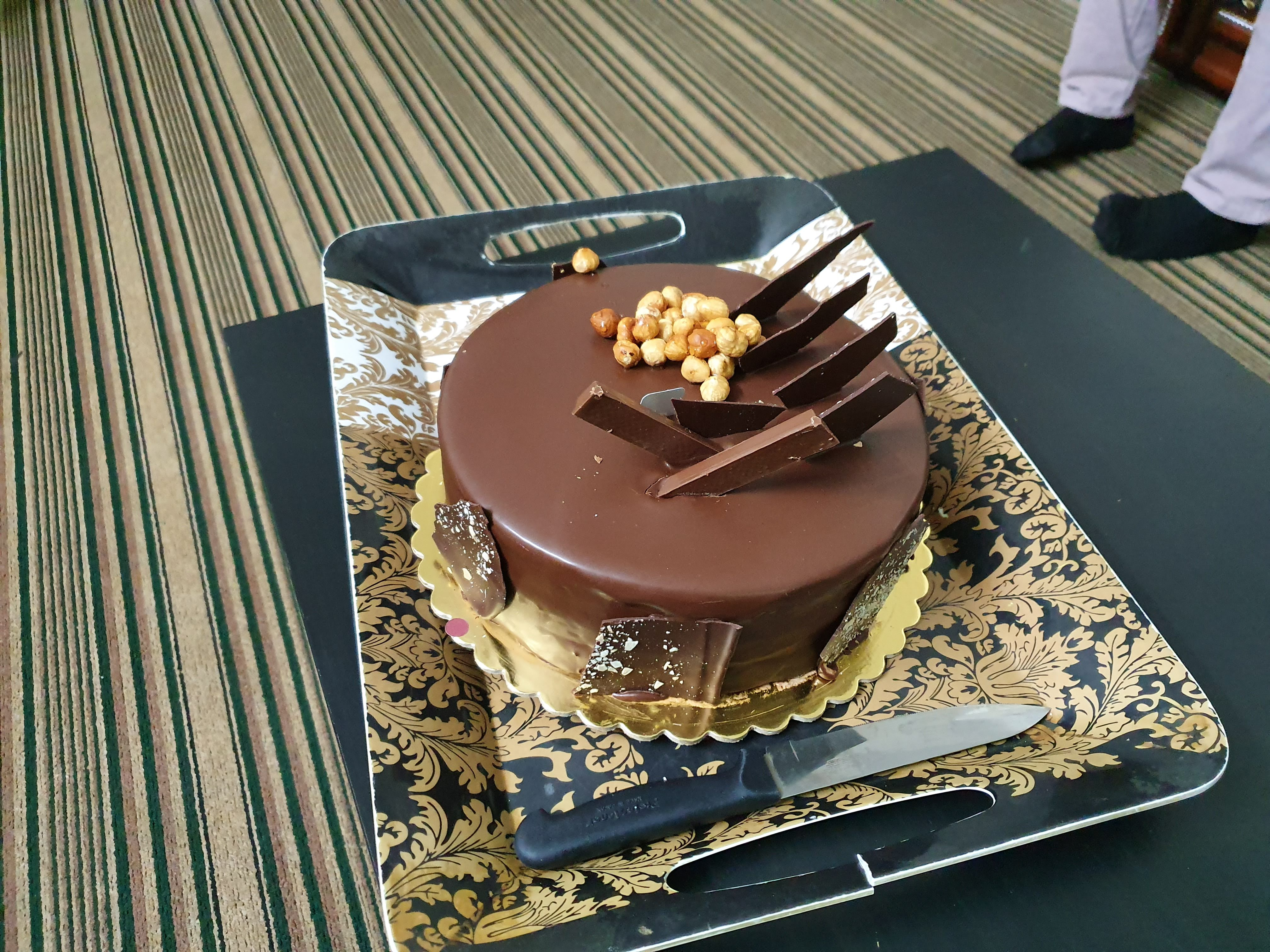
Một chiếc bánh sô cô la màu nâu

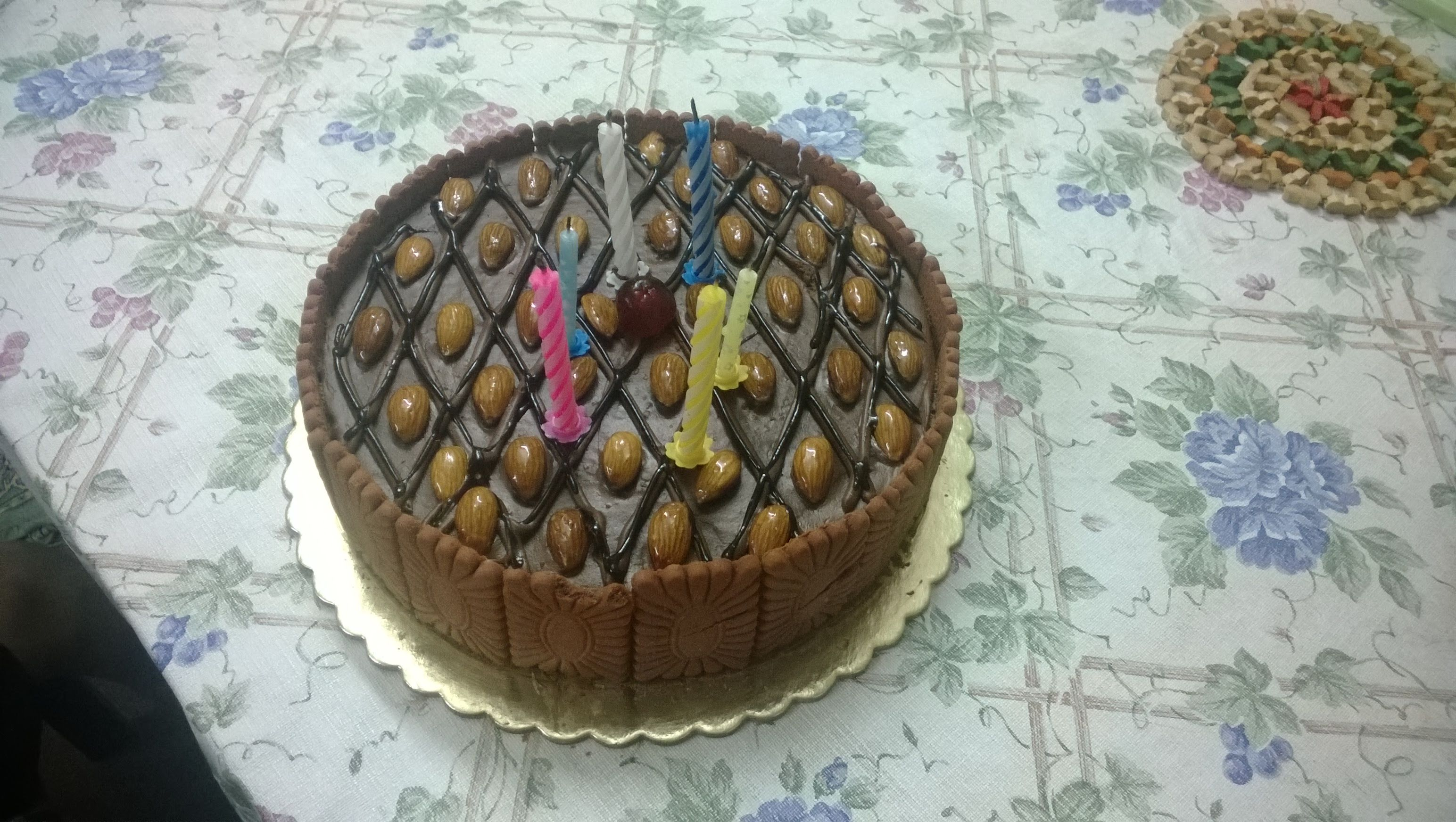
Bánh sô cô la đen với hạnh nhân và bánh quy bao quanh